# 화성고등학교
화성고등학교(華城高等學校)는 대한민국 경기도 화성시 향남읍 장짐리에 있는 사립 고등학교이다.

## 학교 연혁
- 1975년 3월 : 학교법인 백련학원 설립인가(설립자 겸 이사장 최정호 선생 취임)
- 1978년 11월 : 화성여자상업고등학교 설립인가(11월 27일 개교기념일)
- 1979년 3월 : 화성여자상업고등학교 개교(상업과 3학급), 제1대 최명순 교장 취임
- 2002년 10월 : 화성고등학교로 명칭 변경(학과개편인가, 보통과 2학급)
- 2003년 8월 : 남녀공학 개편 인가
- 2003년 8월 : 체육관 2층 1,007.20m2 신축
- 2011년 6월 : 2012학년도 학과 개편 인가 (종합고 → 일반계고) 보통과 27학급
- 2011년 10월 : 2012학년도 수학·과학 교과교실제 운영학교 선정
- 2011년 12월 : 호연관(기숙사) 3,466.61m2 개관
- 2023년 2월 : 화성고등학교 제42회 졸업식 (277명 졸업, 누계 10,588명)
- 2023년 3월 : 제8대 곽재명 교장 취임

## 참고 자료
- 화성고등학교 - 한국교육학술정보원 학교알리미